# Олів'є Вебер
Олів'є Вебер (фр. Olivier Weber; нар. 12 червня 1958, Монлюсон, Франція) — французький письменник, репортер і військовий кореспондент, відомий насамперед висвітленням воєн в Іраку та Афганістані. Працює доцентом Паризького Інституту політичних досліджень. Вебер виграв кілька національних та міжнародних премій у галузі літератури та журналістики, зокрема за свої історії про Афганістан та за книги про війни. Його книги були перекладені на кількадесят мов.

## Біографія
Олів'є Вебер народився в 1958 році в Монлюсоні, вивчав економіку та антропологію в Університеті Сан-Франциско, Паризькому університеті Сорбони, Університеті Ніцци (PhD) та в Національному інституті східних мов та цивілізацій.

## Фільмографія
- Документальний фільм: Опіум талібанів, 2001 р., Спеціальна премія FIPA
- Документальний фільм: Світ, побачений із поїзда, 2010—2016